# Clawson (Michigan)
Clawson is een plaats (city) in de Amerikaanse staat Michigan en valt bestuurlijk gezien onder Oakland County.

## Demografie
Bij de volkstelling in 2000 werd het aantal inwoners vastgesteld op 12.732. In 2006 is het aantal inwoners door het United States Census Bureau geschat op 12.239, een daling van 493 (-3,9%).

## Geografie
Volgens het United States Census Bureau beslaat de plaats een oppervlakte van 5,7 km², waarvan 5,7 km² land.

## Plaatsen in de nabije omgeving
De onderstaande figuur toont nabijgelegen plaatsen in een straal van 8 km rond Clawson.